# 牡丹色
牡丹色（ぼたんいろ）はピンク色の一種で、牡丹の花弁の色。紫紅色をさすこともある。
明治時代ごろに爆発的に流行した色で、牡丹の花のような華やかな紫紅色が女性たちに支持された。
英語でも牡丹にちなんだピアニー(peony)という色があるが、こちらは濃い紫紅色を表す。もっとも、"peony"には牡丹だけでなく同じボタン属のシャクヤク（芍薬）をも意味し、むしろこの色名は西洋芍薬（ピオニーともいう）の色を指している。西洋芍薬にも明るいピンク色の花は多いが、色名としては右のような紫紅色をさすことが多い。

## 日本と牡丹
牡丹はもともと薬用として中国から輸入された植物であった。中国の牡丹鑑賞熱が日本にも伝染することによって日本人も牡丹を愛好するようになったが、中国の花弁が花芯が見えないほど花弁が重なる牡丹に比べて、日本で愛好されたのはずっと単純な形をしたものであった。
絵画では仏教画などでは唐獅子、花札では猪、花鳥画では孔雀などと組み合わされて豪華な姿を誇っているが、その場合登場するのは濃紅の品種がほとんどで、色見本のような紫のものは少ない。おそらく古くから親しまれた「躑躅色」「紅梅色」「桃色」など赤系の花にちなんだ名との差別化を狙ったものであろう。

## JISにおける牡丹色
日本工業規格では、JIS慣用色名の1つとして右のようにマンセル値で定義されている。

## 近似色
- ピンク
- 紫
- 赤紫